# Véran de Vence
Véran (en latin : Veranus) est élu évêque de Vence vers 451 C'est un saint catholique, fêté le 11 novembre selon le martyrologe romain.

## Biographie

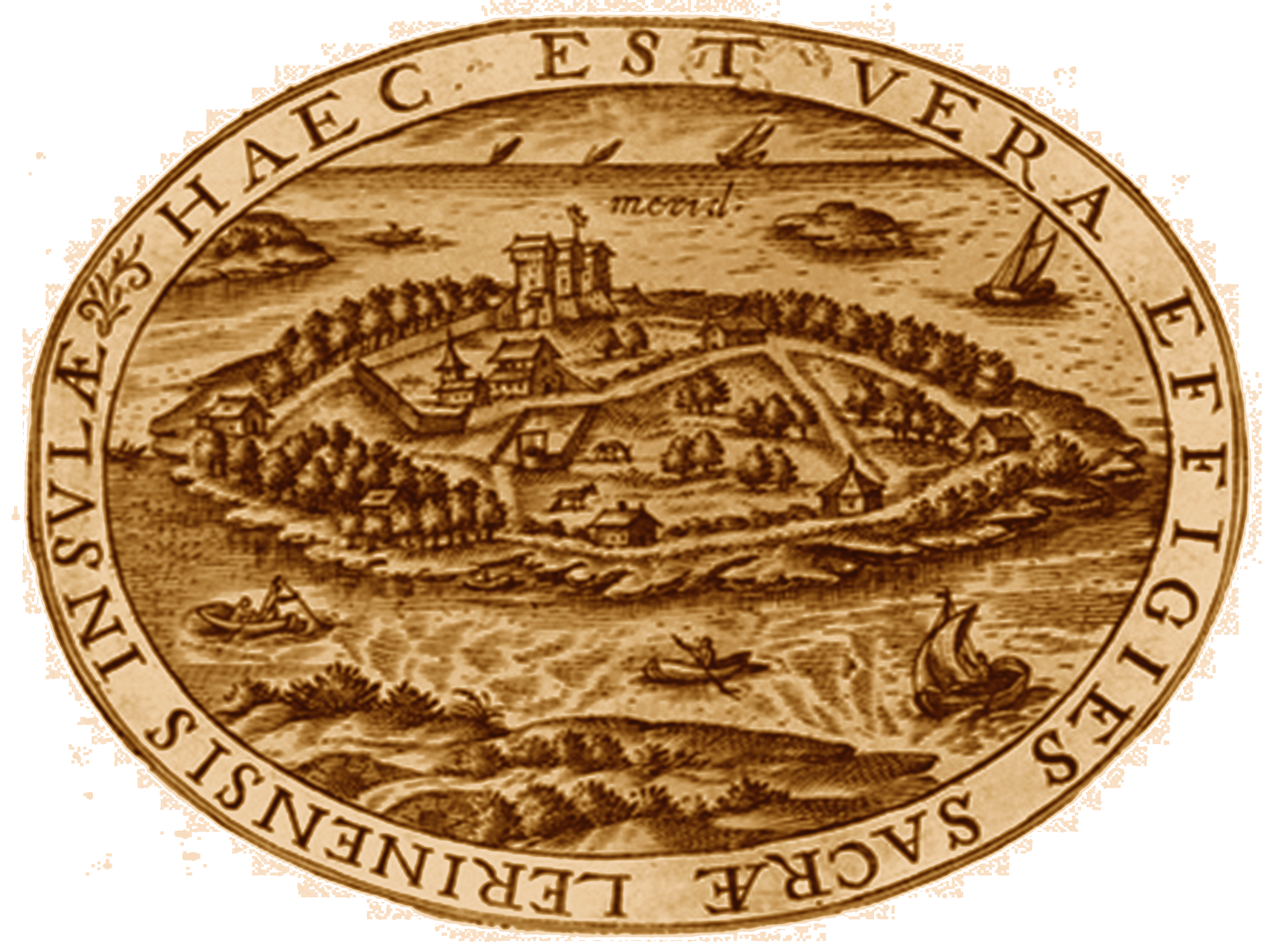
Les îles de Lérins

Né au tout début du Ve siècle, sans doute à Lyon, il était le fils d'Eucher de Lyon et de son épouse Galla, et très probablement le frère de Salonius, évêque de Genève,,. Il fut élevé comme ce dernier, à partir de 415 environ, dans les îles de Lérins où Honorat, plus tard évêque d'Arles, avait fondé peu auparavant une communauté monastique rejointe par Eucher et sa famille. Les deux garçons reçurent les leçons d'hommes éminents comme Vincent de Lérins, Hilaire successeur d'Honorat à Arles, et Salvien. Leur père leur prodigua aussi des leçons tirées de l'exégèse des textes bibliques, les Instructionum libri II à destination de Salonius, et les Formulæ spiritalis intelligentiæ pour Véran, ouvrage qui consiste en une élucidation de mots et d'expressions utilisés dans la Bible. Véran apparaît comme interlocuteur dans les Dialogues attribués généralement à son frère sur la doctrine morale du Livre des Proverbes et de l'Ecclésiaste.
Eucher de Lyon et Salonius, le père et le fils, comptent parmi les signataires du concile tenu à Orange en novembre 441, tandis que Véran n'apparaît parmi les évêques que vers 450. Il est cosignataire, avec son frère et Cérat (Cérétius), évêque de Grenoble, d'une lettre au pape Léon Ier pour le féliciter d'avoir défini la foi orthodoxe dans le Tome à Flavien (qui date de juin 449), et pour lui en demander un exemplaire corrigé de sa main. Il fut mêlé ensuite à une querelle entre les évêques métropolitains d'Embrun, Ingénuus, et d'Aix-en-Provence, Auxanius, à propos du siège épiscopal de Nice : à l'instigation entre autres de Véran, le pape Léon Ier l'avait uni à celui de Cimiez, c'est-à-dire à la métropole d'Embrun, alors que celle d'Aix le revendiquait ; après la mort de ce pape (461), l'évêque Auxanius s'était rendu à Rome et avait obtenu de son successeur Hilaire le rétablissement du siège de Nice, suffragant de sa métropole, après quoi Ingénuus d'Embrun avait vivement protesté ; par une lettre datée de 464, le pape Hilaire charge trois évêques, Léonce d'Arles, Véran de Vence et un Victurus dont on ignore le siège, d'examiner l'affaire (« quibus Ingenui et Auxanii episcoporum delegat causam »). Finalement la fusion des sièges de Cimiez et Nice dans la province d'Embrun fut confirmée.
Véran intervint aussi dans un autre conflit de juridiction sous le même pontificat d'Hilaire : le métropolitain Mamert de Vienne avait ordonné un évêque à Die, sans doute en 462, alors que le pape Léon Ier avait rattaché ce siège à la province d'Arles ; ce fut le sujet du concile d'Arles de 463, et d'un appel au pape ; dans une lettre adressée aux évêques des cinq provinces de la région, Hilaire indique qu'il a chargé Véran de sommer le métropolitain de Vienne de ne plus empiéter sur les droits de son collègue d'Arles. D'après ces indices, le fils d'Eucher de Lyon semble avoir joué un rôle assez important dans les affaires ecclésiastiques de l'époque.
Selon la tradition hagiographique, il joua un rôle d'évêque résistant (« confesseur ») pendant l'invasion de la Provence par les Wisigoths d'Euric, adepte de l'arianisme, dans les années 470. On ignore l'année de sa mort. Le Martyrologe de saint Jérôme signale son inhumation à Lyon un 11 novembre, mais la tradition locale de Vence veut qu'il ait été enterré dans sa cathédrale, et on exhuma ses ossements en 1466 pour les placer dans un reliquaire d'argent. Un important monastère Saint-Véran, dépendant de celui de Lérins, fut fondé au bord du Loup, près de Cagnes-sur-Mer, au VIe siècle.